# Монтекорвино-Ровелла
Монтекорвино-Ровелла (итал. Montecorvino Rovella) — город в Италии, располагается в регионе Кампания, в провинции Салерно.
Население составляет 11 558 человек, плотность населения составляет 275 чел./км². Занимает площадь 42 км². Почтовый индекс — 84096. Телефонный код — 089.
Покровителями города почитаются святые апостолы Пётр и Павел, празднование 29 июня.